# Mike Butler
Michael Edward „Mike” Butler  (ur. 22 października 1946 w Memphis, zm. 18 listopada 2018 w Bartlett) – amerykański koszykarz, występujący na pozycjach rzucającego obrońcy.

## Osiągnięcia
Na podstawie, o ile nie zaznaczono inaczej.
ABA
- Mistrz ABA (1971)
- Lider ABA w skuteczności rzutów wolnych (91,1% – 1971)

Inne
- Zaliczony do Galerii Sław Koszykówki Memphis